# John Keats
John Keats (født 31. oktober 1795 i London, død 23. februar 1821 i Rom) var en af de betydeligste digtere i den engelske romantik.
Keats blev født i Moorgate, London, hvor faren var staldkarl; i 1803 døde han efter et fald fra en hest, og moren giftede sig igen straks efter, men forlod hurtigt den nye ægtemand og flyttede med børnene til Keats' bedstemor.
I løbet af Keats' korte liv blev hans arbejde stadig udsat for kritiske angreb, og det var først efter hans død, at hans værkers betydning blev bredt anerkendt. Keats’ poesi sprudler af overstrømmende kærlighed til sproget og en overvældende og sensuel forestillingsevne. Han følte ofte, at han skrev i skyggen af tidligere digtere og først mod slutningen af livet skrev han sine mest originale og mindeværdige digte: Ode to Psyche, Ode on a Grecian Urn og Ode to a Nightingale, skrevet forår og sommer 1819.